# NGC 3549
NGC 3549 је спирална галаксија у сазвежђу Велики медвед која се налази на NGC листи објеката дубоког неба.
Деклинација објекта је + 53° 23' 17" а ректасцензија 11h 10m 56,8s. Привидна величина (магнитуда) објекта NGC 3549 износи 12,1 а фотографска магнитуда 12,8. Налази се на удаљености од 40,508 милиона парсека од Сунца. NGC 3549 је још познат и под ознакама UGC 6215, MCG 9-18-97, CGCG 267-47, IRAS 11080+5339, PGC 33964.